# (11768) Merrill
(11768) Merrill  es un asteroide perteneciente al cinturón de asteroides, descubierto el 26 de marzo de 1971 por Cornelis Johannes van Houten e Ingrid van Houten-Groeneveld sobre placas de Tom Gehrels desde el Observatorio de Palomar, en Estados Unidos.

## Designación y nombre
Merrill se designó inicialmente como 4107 T-1.
Más adelante fue nombrado en honor al astrónomo estadounidense Paul Willard Merrill (1887-1961).

## Características orbitales
Merrill orbita a una distancia media del Sol de 3,1615 ua, pudiendo acercarse hasta 2,9445 ua y alejarse hasta 3,3785 ua. Tiene una excentricidad de 0,0686 y una inclinación orbital de 9,2830° grados. Emplea en completar una órbita alrededor del Sol 2053 días.

## Características físicas
Su magnitud absoluta es 13,1. Tiene 11,767 km de diámetro. Su albedo se estima en 0,088.